# Elio Gnagnarelli
Elio Gnagnarelli (Ortona, 11 ottobre 1946) è un ex tiratore a segno italiano.

## Biografia
Nato nel 1946 a Ortona, in provincia di Chieti, a 37 anni ha partecipato ai Giochi olimpici di Los Angeles 1984, terminando 10º nella carabina libera 60 colpi a terra a metri 50 con 593 punti.
.